# NGC 7010
NGC 7010 is een elliptisch sterrenstelsel in het sterrenbeeld Waterman. Het hemelobject werd op 6 augustus 1823 ontdekt door de Britse astronoom John Herschel.

## Synoniemen
- IC 5082
- MCG -2-53-24
- NPM1G -12.0537
- PGC 66039